# قبيصة بن ذؤيب
أبو سعيد قبيصة بن ذؤيب الخزاعي الدمشقي (8 هـ - 86 هـ) تابعي شامي، وأحد رواة الحديث النبوي، وحامل خاتم وصاحب بريد الخليفة الأموي عبد الملك بن مروان.

## سيرته
ولد أبو سعيد قبيصة بن ذؤيب بن حلحلة الخزاعي سنة 8 هـ، وكان أبوه ذؤيب صاحب بُدن النبي محمد، وقد توفي أبوه وهو صغير، فأمر النبي محمد بأن يأتوه بقبيصة، فدعا له. وقد اختُلف في كُنيته فقيل أبو سعيد، وقيل أبو إسحاق. وقد عاش قبيصة حياته في المدينة المنورة، وتفقه في الدين، وعمل في المدينة معلمًا للصبيان. وقد أثنى الزهري عليه فقال: «كان قبيصة بن ذؤيب من علماء هذه الأمة»، وقال مكحول الشامي: «ما رأيت أعلم من قبيصة بن ذؤيب»، وقال عامر الشعبي: «قبيصة بن ذؤيب أعلم الناس بقضاء زيد بن ثابت»، وقال أبو الزناد: «كان فقهاء أهل المدينة أربعة سعيد بن المسيب، وقبيصة بن ذؤيب، وعروة بن الزبير، وعبد الملك بن مروان».
شارك قبيصة بن ذؤيب في وقعة الحرة، وفيها فقد إحدى عينيه، ثم انتقل قبيصة بعد ذلك إلى الشام، وصار من المقربين إلى الخليفة الأموي عبد الملك بن مروان الذي جعله على خاتمه وبريده، فصار هو من يقرأ له رسائله التي ترد إليه.
توفي قبيصة بن ذؤيب سنة 86 هـ بالشام، في آخر خلافة عبد الملك بن مروان.

## روايته للحديث النبوي
- روى عن: أبي بكر الصديق[5] وعمر بن الخطاب وأبي الدرداء وبلال بن رباح وعبد الرحمن بن عوف وتميم الداري وعبادة بن الصامت وزيد بن ثابت[1] وجابر بن عبد الله وحذيفة بن اليمان وعبد الله بن عباس وعثمان بن عفان وعمرو بن العاص ومحمد بن مسلمة والمغيرة بن شعبة وأبي هريرة وعائشة بنت أبي بكر وأم سلمة.[3]
- روى عنه: ابنه إسحاق بن قبيصة ومكحول الشامي ورجاء بن حيوة وأبو الشعثاء جابر بن زيد وأبو قلابة والزُهري وإسماعيل بن عبيد الله بن أبي المهاجر وهارون بن رئاب[1] وبكر بن سوادة وسعيد بن خالد بن عمرو بن عثمان بن عفان وعبد الله بن أبي مريم مولى بني ساعدة وعبد الله بن موهب الهمداني وعبد الله بن هبيرة السبئي وأبو عبد الرحمن عبد الله بن يزيد الحبلي وعثمان بن إسحاق بن خرشة ومحمد بن أبي سفيان بن العلاء بن جارية الثقفي ومحمد بن يوسف الدمشقي.[3]
- الجرح والتعديل: ذكره خليفة بن خياط وأبو زرعة الدمشقي في الطبقة الثانية من أهل الشام،[4] وقال عنه الذهبي: «كان ثقة مأمونًا، كثير الحديث»،[1] كما وثّقه ابن سعد،[2] وروى له الجماعة.[6]